# Melon vert olive d'hiver

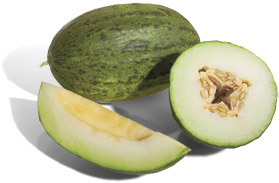
Le Piel de Sapo (famille des Cucurbitacées, Cucumis melo, groupe Inodorus) est un type de melon largement disponible dans l'hémisphère nord, avec une peau tachetée de vert qui lui a donné son nom.

Le melon vert olive d'hiver, ou vert de Noël, ou melon à peau de crapaud, souvent appelé simplement melon vert, est un fruit de la famille Cucurbitaceae, de la variété Cucumis melo, du groupe Inodorus. Aussi appelé piel de sapo en espagnol, il est originaire d'Espagne. D'une longueur d'environ 30 centimètres et d'un poids moyen compris entre 1,5 et 3 kilogrammes, il est de forme ovoïde, avec une peau rayée vert foncé et une chair vert pâle.
Dans le Sud-est, on l’appelle Verdaou, il fait partie des 13 desserts du Noël provençal.

## Description
Ce melon mesure environ 30 centimètres de long et est de forme ovoïde.
Il possède une peau épaisse verte couverte de bandes sclérosée pâles. La chair est légèrement verte à blanche.
Sa chair rappelle légèrement le goût sucré du melon miel, avec toutefois une teneur en sucre moins importante que ce dernier.
Il est proche d'un autre melon du groupe Inodorus, mais de couleur jaune, le melon canari.

## Consommation
C'est un melon de garde cultivé dans les régions chaudes. Semé tardivement, il se conserve jusqu'au mois de février.

## Habitat et répartition
Il est originaire de l'Espagne.